# Капбретон
Капбретон (фр. Capbreton, произносится каббретон) — коммуна на юго-западе Франции в департаменте Ланды (регион Аквитания).
В прошлом оживлённый рыбацкий порт (отсюда отправлялись ловить треску к берегам Ньюфаундленда), а в наше время — марина и известный морской курорт, расположенный на побережье Атлантического океана непосредственно возле курорта Оссегор. По его территории текут небольшие речки, впадающие в океан; считается, что они являются остатком старого русла реки Адур, которое во второй половине XVI века отвели в Байонну.
Пока здесь находилось устье Адура, Капбретон являлся важным торговым портом. Отклонение русла Адура в сторону Байонны быстро привело к упадку этого поселения.

## География
Вдоль побережья напротив Капбретона в Бискайском заливе находится подводный каньон, называемый «ямой Капбретона», глубина которого составляет свыше 2100 метров, а длина около 150 километров. По Капбретону проходит граница между районом Пиренеев и равнинной областью Гасконских Ландов. Этот каньон, образование которого долгое время оставалось загадкой для специалистов, является свидетелем крупного перемещения тектонических плит, отдаливших Пиренейский полуостров от Франции. Благодаря этому естественному каньону мореплаватели получили защищённый проход в порт; здесь океан спокойнее в непогоду.
Правее подводного каньона в прошлом находился эстуарий реки Адур, где имелся морской рейд, действовавший до XVI века, и существенно поднявший значимость Капбретона как порта на атлантическом побережье. Остатками эстуария в наше время являются озера Оссегор и Моизан.
В Капбретоне находится единственная в департаменте Ланды яхтенная стоянка с входом в акваторию прямо из океана. Эта марина была построена в 1970-х годах в рамках крупного проекта по обустройству побережья Аквитании.
В годы Французской революции, в период власти Национального конвента (1792—1795 годы), коммуне временно дали революционное название Capbrutus.
Вопреки современной устойчивой легенде, название Капбретон никак не связано с прежней провинцией Бретань.

## История
Название Капбретон впервые упоминается в архивах Байонны во второй половине XII века. История двух городов тесно переплетена во все эпохи. Жители Байонны путём соперничества и постоянных судебных тяжб стремились закрепить за собой монопольное право на торговлю по реке Адур и в её устье.
В период распространения китобойного промысла (множество китов заплывало в воды Бискайского залива) жители Капбретона и других соседних городов считались лучшими гарпунерами. Суда, выходившие из Капбретона, уже в XVI веке рыбачили возле Ньюфаундленда.
В период своего расцвета (XV—XVI века) Капбретон насчитывал от двух до трёх тысяч жителей, живших за счёт дальнего промыслового рыболовства, успешной продажи своего «песчаного вина» в Испанию, Португалию и Нидерланды, а также продуктов лесного хозяйства (пробковый материал, пек, древесная смола, сосновые доски).
В Капбретоне сохранилось мало свидетельств той роскошной эпохи; можно встретить несколько домов с выступающими этажами и несколько фахверковых домов. Город неоднократно опустошали набеги испанских моряков в ходе множества войн между французским и испанским королевствами. Старый жилой квартал Буре (фр. Bouret) находился на паломническом пути к могиле апостола Иакова. Церковь Сен-Никола была перестроена в середине XIX века, но в ней сохранились готические врата и великолепная полихроматическая пьета XV века. Колокольня церкви, представляющая собой очень высокую башню, которую часто перестраивали, служила ориентиром для мореплавателей. Традиционные жертвенные таблички моряков были уничтожены в годы революции, но можно видеть вывешенные на стенах нефа и портика имена многих моряков, родившихся в Капбретоне и погибших вдалеке от своего дома.
В 1578 году в результате крупного проекта инженера Луи де Фуа русло реки Адур было отведено ближе к Байонне и эстуарий у Капбретона постепенно, но безвозвратно, стал мелеть. Порт д’Альбре, находившийся в прежнем месте впадения Адура в океан, теперь стали называть «Вьё-Буко» (что на гасконском диалекте означает «старое устье»). Это обстоятельство оказалось пагубным для посёлков Капбретон и Порт д’Альбре, но Байонна, ценой дорогостоящего проекта, вернула себе монопольное право торговли по реке Адур.
Жители Капбретона впоследствии не смирились с потерей своего порта; инженеры Вобана оценили потенциальные достоинства естественного убежища «ямы Капбретона», но только в период правления императора Наполеона III здесь начались строительные работы, вдохнувшие в старый порт новую жизнь. Рядом с озером Оссегор был создан портовый бассейн для стоянки судов, который сохранил жизнь природному устью Капбретона, несмотря на то, что его ширина значительно уступила ширине старого устья. В первой половине XX века в Капбретоне базировалась крупная флотилия судов, специализировавшихся на вылове и консервировании сардин.
Также в период Второй империи был построен свайный мол, благодаря которому удалось удлинить и защитить вход в акваторию порта; также в это время в Капбретоне построили санаторий святой Евгении, названный так в честь французской императрицы. Изначально он был предназначен для лечения детей больных туберкулёзом, затем стал известным профилакторием, ещё позже — «центром солнца и моря», который впоследствии перепрофилировали в детский лагерь отдыха. Здание центра сильно пострадало в августе 1970 года, когда во время смерча унесло его крышу. Его вскоре восстановили, но в 2000 году разрушили, чтобы на его месте построить Европейский центр реабилитации спортсменов (CERS) и гостиницу.
Период расцвета Капбретона снова наступил когда во Франции в моду вошли морские купания и яхтенные прогулки. Реконструкция молов, прикрывавших вход в гавань, повысила безопасность акватории. Углубление внутренней гавани и установка понтонов позволили создать порт для прогулочных судов на 1000 мест; Капбретон стал самой крупной яхтенной стоянкой на участке между Аркашоном и Сен-Жан-де-Люзом. Также здесь построили органично вписавшийся в ландшафт крупный туристический комплекс, простирающийся до границы с соседней коммуной Оссегор. В результате Капбретон стал примечательным морским курортом Серебряного берега на южном побережье Ландов и одним из ландских центров сёрфинга и других надводных видов спорта.

## Экономика
Основными направлениями экономической активности в коммуне являются:
- Туризм
- Талассотерапия, Бальнеотерапия
- Производство «песчаного вина» из выращенного на песках винограда.

## Местные права
Рыбаки Капбретона до сих пор пользуются обычным правом, согласно которому им разрешается продавать свой улов не только через систему торгов, но и на столах прямо в порту. Эта привилегия является уникальной в наше время на участке атлантического побережья между Аркашоном и Сен-Жан-де-Люзом.

## Достопримечательности
- Эстакада, по сути — свайный мол и городской символ Капбретона
- Рыбацкая гавань и яхтенный порт
- Церковь Сен-Никола (Николая Чудотворца), колокольня которой некогда служила маяком
- Maison du Rey — дом, где в 1583 году, проезжая через Капбретон, ночевал будущий король Франции Генрих IV.
- Жилые дома Maison Brebet (XV век) и Maison Médus по улице rue de général de Gaulle. В 2012 году в их стенах открыли Дом устного народного творчества и культурного наследия. Иногда их называют «английскими домами», поскольку по преданию их построили в эпоху когда Аквитания была английским владением (1152—1453 годы)[4]
- Комплекс из 10 блокгаузов, входивших в состав немецкого «Атлантического вала». Эти долговременные укрепления были частично взорваны немцами перед их отступлением, но остатки до сих пор находятся на пляжах к югу от города.
- Казино, перестроенное в 2009 году. Первое казино было построено в 1966 году на площади place de la Liberté на месте прежней водолечебницы.
- Капелла на пляже.
- «Две мэрии». Городская администрация Капбретона находится на одноимённой площади. Но мэрия расположена на другой стороне площади в стенах виллы, построенной в конце XIX века архиепископом заморского департамента Франции Реюньона, а затем Гваделупы. Выйдя в отставку, он поселился в Капбретоне, где вошёл в конфликт с кюре местного прихода, аббатом Жан-Батистом Габарра, занимавшим пост кюре к тому времени уже 59 лет. Соперничество дошло до того, что он построил веранду у западного фасада виллы, стоя спиной к городской церкви во время своих месс. Соперников объединила смерть, поскольку оба похоронены в церкви Сен-Никола[4].

### Эстакада
Эстакадой называется свайный мол, удлиняющий вход в акваторию порта, повышая его безопасность.
02 сентября 1858 года Капбретон посетил император Наполеон III и в ходе торжественного приёма он получил от муниципального совета проект строительства порта в Капбретоне, разработанный инженерами Декомбом и Парье. Внеся несколько замечаний, он одобрил реализацию этого проекта. 27 сентября 1858 года на заседании муниципального совета было принято решение отпустить инженеру Декомбу 600 сосен для сооружения порта.
В рамках этого проекта был возведён мол, названный «эстакадой»; он составлял в длину 400 метров и впоследствии был увеличен ещё на 50 метров. В 1948 году на «Эстакаде» построили маяк, а в 1950 году установили осветитель, действующий на расстоянии 14 миль.
В наше время длина «Эстакады» составляет 189 метров и она является излюбленным местом прогулок жителей и гостей Капбретона.
Изображение «Эстакады» Капбретона украсило издание романа Себастьяна Жапризо «Долгая помолвка» (1991 год, издательство Denoël).

### Городские пляжи
На территории коммуны Капбретон имеется 8 природных песчаных пляжей. Из них 7 пляжей находятся под наблюдением с 11 до 19 часов в период с июля по август, а 1 пляж (La pointe) является «диким», его облюбовали приверженцы натуризма.
Почти весь год множество сёрферов устраивают представления в прибрежных водах к удовольствию широкой публики.
Также на территории пляжей много раз в год устраиваются официальные состязания по сёрфингу.

## Культурные мероприятия
- Праздник хека (фр. fête du Merlu) — вторые выходные мая
- Праздник моря — последнее воскресенье июня
- Фестиваль сказок — июль
- Фестиваль франкофонов «Les Déferlantes Francophones» (литература, поэзия, песни и сказки на французском языке) — конец июля
- Музыкальный фестиваль «Fugue en pays Jazz» (прежде, фестиваль контрабасистов) — середина августа
- Праздник кальмаров — первый уикенд сентября
- Праздник Николая Чудотворца (святого покровителя Капбретона) — начало декабря

## Города-побратимы
Город Капбретон побратим с городом Назаре в Португалии..